# Davidita-(Ce)
La davidita-(Ce) és un mineral de la classe dels òxids que pertany al grup de la crichtonita. Rep el se nom en honor del professor Edgeworth David (1858-1934) i el seu contingut en ceri.

## Característiques
La davidita-(Ce) és un òxid de fórmula química Ce(Y,U)Fe₂(Ti,Fe,Cr,V)18(O,OH,F)38. Cristal·litza en el sistema trigonal en masses allargades de fins a 20 cm, amb traços semi-lineals rugosos. La seva duresa a l'escala de Mohs és 6.
Segons la classificació de Nickel-Strunz, la davidita-(Ce) pertany a «04.CC: Òxids amb relació Metall:Oxigen = 2:3, 3:5, i similars, amb cations de mida mitjana i gran» juntament amb els següents minerals: cromobismita, freudenbergita, grossita, clormayenita, yafsoanita, latrappita, lueshita, natroniobita, perovskita, barioperovskita, lakargiïta, megawita, loparita-(Ce), macedonita, tausonita, isolueshita, crichtonita, davidita-(La), davidita-(Y), landauïta, lindsleyita, loveringita, mathiasita, senaïta, dessauïta-(Y), cleusonita, gramaccioliïta-(Y), diaoyudaoïta, hawthorneïta, hibonita, lindqvistita, magnetoplumbita, plumboferrita, yimengita, haggertyita, nežilovita, batiferrita, barioferrita, jeppeïta, zenzenita i mengxianminita.

## Formació i jaciments
La davidita-(Ce) va ser descoberta a la pedrera Tuftane Quarry, a Frikstad, (Iveland, Aust-Agder, Noruega) en granit d'un dic de pegmatita ric en minerals que contenen terres rares. També ha estat descrita a altres indrets de Aust-Agder; la mina Madawaska, a Faraday (Ontario, Canadà); i en dos indrets de Rússia.
Sol trobar-se associada a altres minerals com: ilmenita, rútil, gadolinita, euxenita, thortveitita, xenotima, allanita i zircó.